# Norfolk Coast
Albums de The Stranglers
Coup de Grace
(1998) Suite XVI
(2006)
Norfolk Coast est le quinzième album du groupe The Stranglers sorti en février 2004. C'est le dernier album du groupe auquel a participé Paul Roberts.

## Titres
1. Norfolk Coast
2. Big Thing Coming (# 31. Feb 2004)
3. Long Black Veil
4. I've Been Wild
5. Dutch Moon
6. Lost Control
7. Into The Fire
8. Tuckers Grave
9. I Don't Agree
10. Sanfte Kuss
11. Mine All Mine